# Caltavuturo
Caltavuturo település Olaszországban, Szicília régióban, Palermo megyében. Lakosainak száma 3558 fő (2023. január 1.). Caltavuturo Polizzi Generosa, Scillato, Sclafani Bagni, Castellana Sicula és Alia községekkel határos.

## Népesség
A település népességének változása:
| Lakosok száma | 3986 | 3926 | 3558 |
|               | 2017 | 2018 | 2023 |